# Michael Færk Christensen
Michael Færk Christensen (Hobro, 14 febbraio 1986) è un ex pistard danese.

## Palmarès

### Olimpiadi
- 1 medaglia:
  - 1 argento (Pechino 2008 nell'inseguimento a squadre)

### Mondiali
- 2 medaglie:
  - 1 oro (Pruszków 2009 nell'inseguimento a squadre)
  - 1 argento (Manchester 2008 nell'inseguimento a squadre)